# Bas-et-Lezat
Bas-et-Lezat település Franciaországban, Puy-de-Dôme megyében. Lakosainak száma 346 fő (2022. január 1.). Bas-et-Lezat Brugheas, Effiat, Saint-Clément-de-Régnat, Saint-Sylvestre-Pragoulin és Villeneuve-les-Cerfs községekkel határos.

## Népesség
A település népességének változása:
| Lakosok száma | 291  | 314  | 332  | 333  | 337  | 340  | 342  | 344  | 346  |
|               | 2013 | 2015 | 2016 | 2017 | 2018 | 2019 | 2020 | 2021 | 2022 |